# Brauneberg

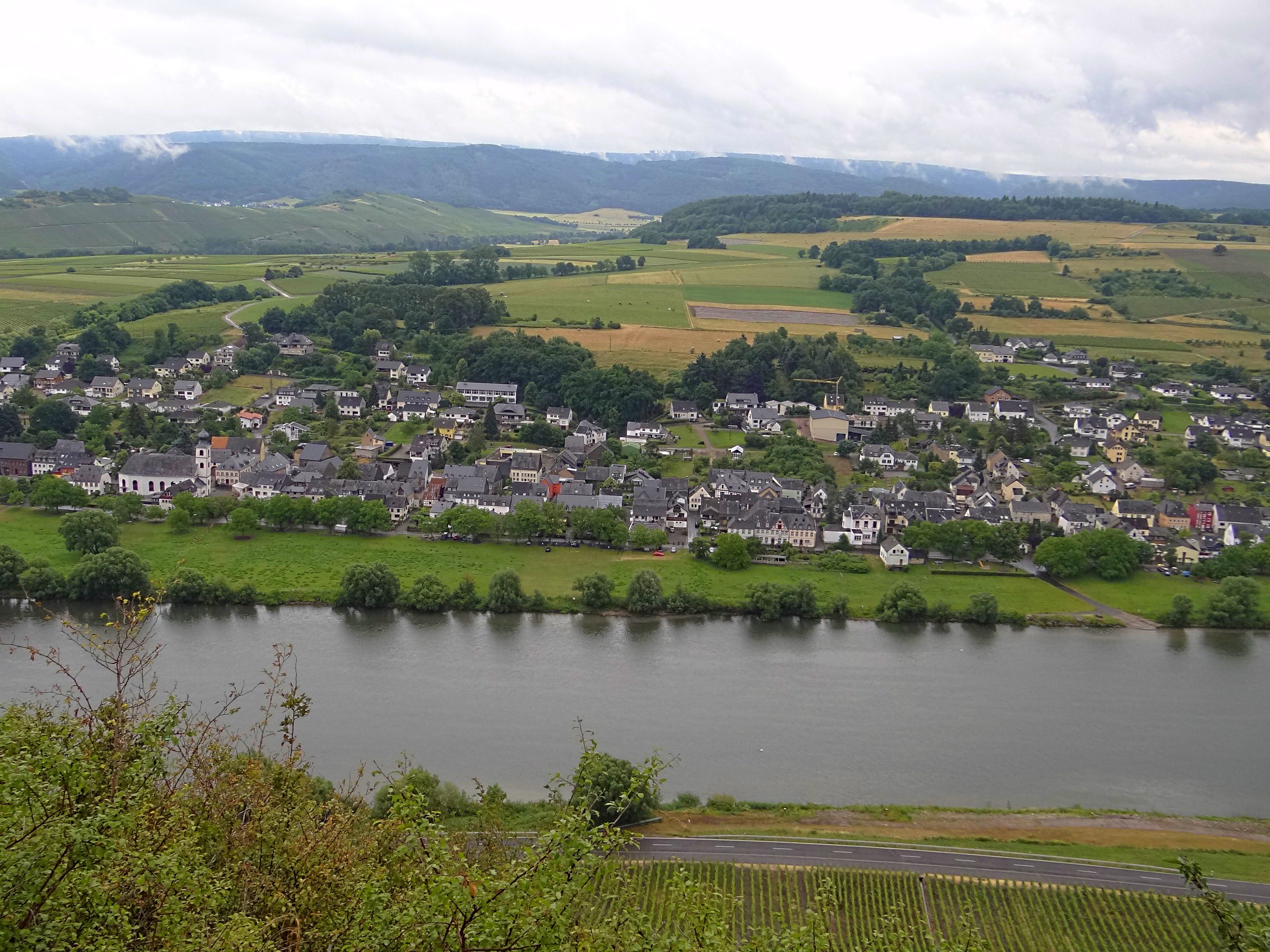
Blick auf Brauneberg von der gegenüberliegenden Moselseite

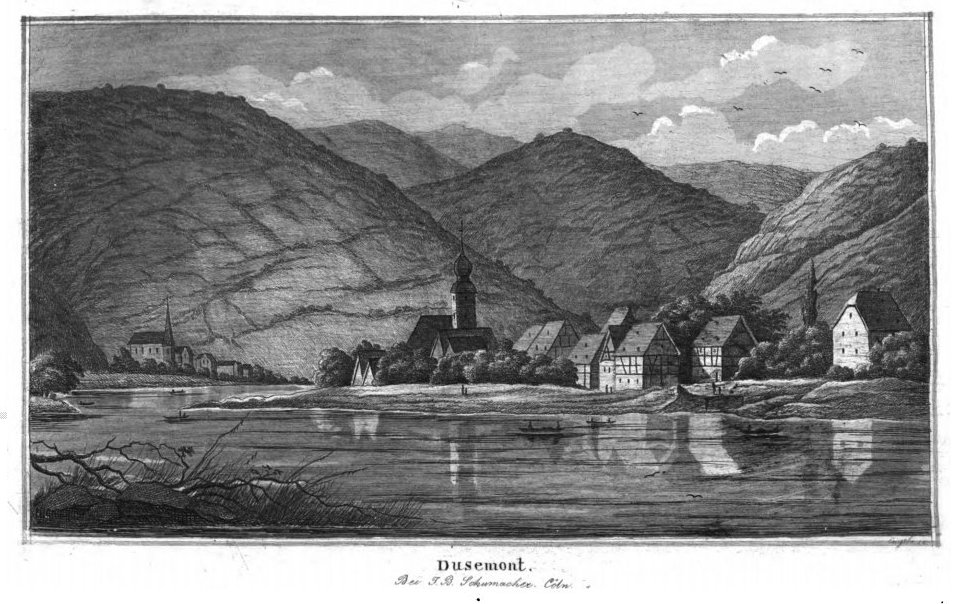
Dusemont 1838

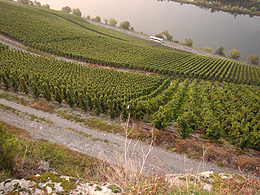
Brauneberger Juffer-Weinberg

Brauneberg ist eine Ortsgemeinde an der Mosel in der Nähe von Bernkastel-Kues im Landkreis Bernkastel-Wittlich in Rheinland-Pfalz. Sie gehört der Verbandsgemeinde Bernkastel-Kues an und ist vor allem durch ihre Weine und meteorologischen Gegebenheiten bekannt. Bis 1925 war der Name des Ortes „Dusemond“.

## Geographie

### Gemeindegliederung
Brauneberger Ortsteile sind Brauneberg, Filzen und Hirzlei.
Der Ortsteil Hirzlei liegt etwa fünf Kilometer südlich von Brauneberg im Tal des Frohnbachs, es gibt keine direkte Straße, die die beiden Ortsteile verbindet.

### Klima
In der Meteomedia-Wetterstation Brauneberg-Juffer von Meteomedia wurde am 11. August 1998 die bis dahin höchste jemals in Deutschland gemessene Temperatur von 41,2 °C registriert. Dennoch gilt Brauneberg nicht generell als Hitzepol Deutschlands und die Rekordtemperatur ist vor allem ihrer Lage auf einem Schieferberg geschuldet. Die Ergebnisse der Wetterstation sind daher von der offiziellen Messung ausgenommen.

## Geschichte
Brauneberg wurde im Jahre 588 n. Chr. erstmals erwähnt. Der alte Ortsname „Dusemond“ ist möglicherweise auf „duos amandos montes super mosellam“ (lat. die beiden lieblichen Berge über der Mosel) zurückzuführen. Gegen die Version, der Name sei auf den zwischen den Ortsteilen Brauneberg und Filzen liegenden Bach „Duse“ zurückzuführen, an dessen Mündung in die Mosel der Ort liegt, spricht, dass „-mond“ (Mündung) aus dem niederdeutschen Sprachraum stammt, Dusemond selbst aber im ehemaligen mitteldeutschen Gebiet liegt. Eine andere Version zur Erklärung des Namens Dusemond bezieht sich auf die angebliche lateinische Bezeichnung des Brauneberges als „dulcis mons“ („süßer Berg“). Diese Erklärung entstand allerdings erst um das Jahr 1925, als der Ort in Brauneberg umbenannt wurde. Grund dafür war unter anderem der zu „französisch“ klingende Ortsname in den schwierigen Zeiten nach dem Ersten Weltkrieg (vgl. Ruhrbesetzung). Der Hauptgedanke bei dieser Umbenennung lag jedoch wahrscheinlich darin, den Namen der bekannten Weinbergslage Brauneberg auch auf die weniger bekannten und qualitativ geringeren Weinberge hinter dem Ort anwenden zu können.
Dusemond gehörte zur alten Grafschaft Veldenz. Pfalzgraf Ludwig II. und seine Nachfolger führten die Reformation ein. Im Dreißigjährigen Krieg ergriff der Kurfürst und Erzbischof von Trier Besitz von dem Ort. Erst im Westfälischen Frieden von 1648 wurde der Graf von Veldenz wieder in seine alten Rechte eingesetzt, wodurch auch die Pfarrei des Ortes wieder protestantisch wurde. Mit der Besetzung der Grafschaft Veldenz durch Frankreich im Jahre 1680 änderte sich die Situation jedoch erneut und es entstand Streit über die Stellung der Katholiken innerhalb der Grafschaft. Per Erlass regelten die Franzosen am 21. Dezember 1684 die Situation: Demnach wurde in Ortschaften mit nur einer Kirche – so auch die Situation in Dusemond – diese zur Nutzung durch beide Konfessionen bestimmt. Die Ortskirche wurde daher zur Simultankirche. Das änderte sich erst im Jahr 1955, als beschlossen wurde, die Kirche aufzuteilen und baulich zu trennen: 1/3 der Kirche wird seitdem durch die evangelische Gemeinde genutzt, 2/3 durch die Katholiken. Das entspricht der Aufteilung der ursprünglichen Baukosten der jetzigen, 1777 fertiggestellten Kirche.
Die Simultankirche in Brauneberg selbst wurde 1775 bis 1777 nach Plänen des pfälzischen Hofbaumeisters Franz Wilhelm Rabaliatti errichtet. Der Zwiebelturm ist der einzige Kirchturm seiner Art im gesamten Moselraum. Er befindet sich auch nach der Aufteilung der Kirche weiterhin im gemeinsamen Besitz der beiden Kirchengemeinden.
Die heutige Gemeinde Brauneberg entstand am 7. Juni 1969 durch Zusammenschluss der Gemeinden Brauneberg und Filzen.
Bevölkerungsentwicklung
Die Entwicklung der Einwohnerzahl von Brauneberg bezogen auf das heutige Gemeindegebiet; die Werte von 1871 bis 1987 beruhen auf Volkszählungen:
| Jahr | Einwohner |
| 1815 | 987       |
| 1835 | 1.112     |
| 1871 | 1.118     |
| 1905 | 1.355     |
| 1939 | 1.378     |

| Jahr | Einwohner |
| 1950 | 1.493     |
| 1961 | 1.442     |
| 1970 | 1.367     |
| 1987 | 1.179     |
| 2005 | 1.158     |

## Politik

### Gemeinderat
Der Gemeinderat in Brauneberg besteht aus 16 Ratsmitgliedern, die bei der Kommunalwahl am 9. Juni 2024 in einer personalisierten Verhältniswahl gewählt wurden, und dem ehrenamtlichen Ortsbürgermeister als Vorsitzendem.
Die Sitzverteilung im gewählten Ortsbeirat:
| Wahl | WGL a | FWL b | WGW c | Gesamt   |
| ---- | ----- | ----- | ----- | -------- |
| 2024 | 7     | 5     | 4     | 16 Sitze |
| 2019 | 7     | 5     | 4     | 16 Sitze |

### Bürgermeister
Werner Ruppenthal wurde 2017 Ortsbürgermeister von Brauneberg. Da bei der Direktwahl am 26. Mai 2019 kein Wahlvorschlag eingereicht wurde, oblag die Neuwahl des Bürgermeisters gemäß Gemeindeordnung dem Rat. Dieser bestätigte Ruppenthal am 27. Juni 2019 in seinem Amt. Zur Direktwahl am 9. Juni 2024 gab es erneut keine Bewerbungen. Da auf der konstituierenden Sitzung des Rates am 1. Juli 2024 kein anderer Kandidat vorgeschlagen wurde, erklärte sich Werner Ruppenthal bereit, für eine Übergangszeit das Amt weiter auszuüben, und wurde anschließend durch das Gremium wiedergewählt.
Ruppenthals Vorgänger Udo Schiffmann hatte das Amt 2012 übernommen, war im Juli 2017 aber überraschend verstorben.

## Weinbau
Neben dem Tourismus ist der Weinbau bedeutendster Wirtschaftszweig. Die Rebstöcke werden auf etwa 323 Hektar überwiegend im Steilhang bewirtschaftet. Hier wird üblicherweise Riesling angebaut; in den Flach- und Hanglagen werden außerdem in geringen Mengen unter anderem Müller-Thurgau, Kerner und Dornfelder produziert.
Die Weinberge Braunebergs gehören zur Großlage Kurfürstlay und unterteilen sich in die Einzellagen
- Mandelgraben

Die Rebstöcke des Mandelgrabens umfassen eine Fläche von 175 ha. Der Name weist auf Mandelbäume hin, die früher hier wuchsen.
- Klostergarten

Der Klostergarten ist mit 95 ha die zweitgrößte Weinlage Braunebergs, der Name wird abgeleitet vom Garten des Franziskanerinnenklosters im Ortsteil Filzen.
- Juffer und Juffer Sonnenuhr

Der Steilhang gegenüber dem Ort Brauneberg wird „Juffer“ (moselfränkisch für Jungfer oder Jungfrau) genannt. Innerhalb dieser Lage wird der Bereich rund um die Sonnenuhr als „Filetstück“ betrachtet und erhielt die Bezeichnung „Juffer Sonnenuhr“.
- Kammer

Diese nur 0,38 ha große Anbaufläche liegt ebenfalls in der „Juffer“ unterhalb eines Felsenvorsprungs.

### Historisch
Im Jahr 1868 wurde unter der Leitung des Königlichen Kataster Inspectors, Steuerrath Clotten, für die Königliche Regierung zu Trier eine Weinbaukarte für den Regierungsbezirk Trier angefertigt. Für den Bereich Brauneberg (Dusemond) sind dort unter der Großlage Brauneberg folgende Einzellagen verzeichnet:
- Hasenläufer
- Kammer
- Falkenberg
- Juffer
- Mötschert
- Burgerslay

## Bekannte Söhne und Töchter
- Ulli Bögershausen, international bekannter Sologitarrist und Gitarrenlehrer
- Alexander Licht, Politiker und Landtagsabgeordneter
- Johann Matthias Schreiber (1716–1771), deutscher Orgelbauer
- Julius Peter Heil (1876–1949), 30. Gouverneur Wisconsin, USA
- Hans Schlösser (1891–1956); Kunstmaler
- Paul Mentges (1927–2024); Kunstmaler
- Kristin Weinand, Moselweinprinzessin 2015/2016
- Katja Fehres, Moselweinkönigin 2006/2007